# Kate McNiven
Kate McNiven (?-1715), también conocida como Kate Nevin y Kate Neving, fue enfermera escocesa que sirvió en la casa de Inchbrakie en la parroquia de Monzie, cerca de Crieff en Escocia a principios del siglo XVIII. Es una de las últimas brujas quemadas en Escocia y la última en Perthshire.

## Trayectoria
Kate McNiven vivía en el pueblo de Monzie y era conocida como curandera y profetisa. Su familia era originaria Muthill y Braco en Strathearn y esto también contribuyó al sentimiento local contra ella como extranjera.
En 1715, durante la caza de brujas, Nevin fue acusada de brujería y obligada a esconderse en una cueva junto a un arroyo, el Shaggy Burn, cerca del pueblo de Monzie en Perthshire. Sin embargo, tres semanas después fue descubierta y condenada a muerte. Murió quemada en la hoguera cerca del castillo de Monzie. Kate Nevin fue ejecutada apenas 20 años antes de que se aprobara la ley sobre brujería de 1735, según la cual la pena por practicar brujería se reducía a cadena perpetua.
Existen algunas dudas sobre la autenticidad de esta historia. Louisa G. Graeme advirtió en 1903 que no existían registros auténticos de la muerte de Kate McNiven y que la historia había “provocado discusiones y debates interminables”. El blog de Archivos de la Universidad de Dundee señala que otras fuentes han sugerido que si Kate McNiven existió, debería haber sido ejecutada alrededor de 1615. John L. Wilson fechó la ejecución en 1615 y señaló que, aunque no hay registro de su ejecución, la evidencia escrita de un juicio por brujería de 1643 se refiere a una bruja de Monzie.

## Legado
El nombre McNiven se ha dado a muchos lugares alrededor de Monzie: Cueva de Nevin, Craig de McNieven (Peña), el árbol fantasma de Kate Nevin, Pozo de McNieven, Yett de McNieven, Piedra de Nevin.
La Piedra Nevin es una gran piedra aislada que se dice que marca el lugar donde fue quemada por bruja en 1715. La piedra se encuentra a menos de un kilómetro de un círculo de piedras que ha sido objeto de una excavación arqueológica.